# Miss Mondo 1979
Miss Mondo 1979, la ventinovesima edizione di Miss Mondo, si è tenuta il 15 novembre 1979, presso il Royal Albert Hall di Londra. Il concorso è stato presentato da Sacha Distel e Esther Rantzen. Gina Swainson, rappresentante delle Bermuda è stata incoronata Miss Mondo 1979.

## Risultati

### Piazzamenti
| Risultato       | Concorrente |
| --------------- | --- |
| Miss Mondo 1979 | - Bermuda - Gina Swainson |
| 2ª classificata | - Regno Unito - Carolyn Seaward |
| 3ª classificata | - Giamaica - Debbie Campbell |
| 4ª classificata | - Australia - Jodie Anne Day |
| 5ª classificata | - Svizzera - Barbara Meyer |
| Top 7           | - Austria - Karin Zorn - Brasile - Lea Silvia Dall'acqua |
| Top 15          | - Germania - Andrea Hontschik - Malaysia - Shirley Chew - Messico - Roselina Rosas Torres - Panama - Lorelay de la Ossa - Spagna - Maria Dolores Forner Toro - Stati Uniti - Carter Wilson - Trinidad e Tobago - Marlene Coggins - Uruguay - Laura Rodriguez Delgado |

### Riconoscimenti speciali
| Risultato        | Concorrente                |
| ---------------- | -------------------------- |
| Miss Personality | - Guam - Anne-Marie Franke |
| Miss Photogenic  | - Austria - Karin Zorn     |

## Concorrenti
- Argentina - Veronica Ivonne Gargani
- Aruba - Vianca Maria Magdalena Hoek
- Australia - Jodie Anne Day
- Austria - Karin Zorn
- Bahamas - Deborah Elizabeth Major
- Belgio - Christine Linda Bernadette Cailliau
- Bermuda - Gina Ann Casandra Swainson
- Bolivia - Patricia Asbun Galarza
- Brasile - Léa Sílvia Dall'Acqua
- Canada - Catherine Emily Mackintosh
- Cile - Marianela Verónica Toledo Rojas
- Cipro - Eliana Djiaboura
- Colombia - Rosaura Rodríguez Covo
- Corea del Sud - Hong Yeo-jin
- Costa Rica - Marianela Brealey Mora
- Danimarca - Lone Gladys Jörgensen
- Ecuador - Olba Lourdes Padilla
- El Salvador - Judith Ivette Lopez Lagos
- Filippine - Josefina Francisco
- Finlandia - Tuire Venla Sulotar Pentikäinen
- Francia - Sylvie Hélène Marie Parera
- Germania - Andrea Hontschik
- Giamaica - Debbie Rachelle Campbell
- Giappone - Motomi Hibino
- Gibilterra - Audrey Lopez
- Grecia - Mika Dimitropoulou
- Guam - Anne-Marie Kay Franke
- Guatemala - Michele Marie Domínguez Santos
- Honduras - Gina Maria Weidner Cleaves
- Hong Kong - Mary Ng Mei-Lai
- India - Raina Winifred Mendonica
- Irlanda - Maura McMenamim
- Islanda - Sigrun Saetran
- Isola di Man - Kathleen Mary Craig
- Isole Cayman - Jennifer Pearl Jackson
- Isole Vergini Americane - Jasmine Olivia Turner
- Israele - Dana Peler
- Italia - Rossana Serratore
- Jersey - Treena Alison Foster
- Lesotho - Pauline Essie Kanedi
- Libano - Jacqueline "Jacky" Riachi
- Malaysia - Shirley Chew
- Malta - Elena Christine Abela
- Mauritius - Maria Chanea Allard
- Messico - Roselina Rosas Torres
- Nigeria - Helen Prest
- Norvegia - Jeanette Aarum
- Nuova Zelanda - Nicola Lesley Duckworth
- Paesi Bassi - Nannetje Johanna Nielen
- Panama - Lorelay De la Ossa
- Paraguay - Martha Maria Galli Romanach
- Perù - Lucia Magali Pérez Godoy Quintanilla
- Porto Rico - Daisy Marissette Lopez
- Portogallo - Ana Gonçalves Vieira
- Regno Unito - Carolyn Ann Seaward
- Rep. Dominicana - Sabrina Alejandra Brugal Tillan
- Samoa - Danira Leilani Schwalger
- Singapore - Violet Lee
- Spagna - Maria Dolores "Lola" Forner Toro
- Sri Lanka - Shamila Weerasooriya
- Stati Uniti - Carter Wilson
- Svezia - Ingrid Marie Säveby
- Svizzera - Barbara Mayer
- eSwatini - Gladys Adelaide Carmichael
- Tahiti - Thilda Raina Fuller
- Thailandia - Tipar Suparbpun
- Trinidad e Tobago - Marlene Coggins
- Turchia - Sebnem Unal
- Uruguay - Laura Rodriguez Delgado

## Squalifiche
- Venezuela - Tatiana Capote Abdel